# Хвилевід

Схематичне зображення розповсюдження хвилі у хвилеводі

Хвилевід — структура, призначена для передачі хвиль, електромагнітних, звукових, або іншої природи, в якій хвиля обмежена в одному чи двох вимірах повним внутрішнім відбиттям на межі. Електромагнітний хвилевід (радіохвилевід), наприклад, застосовується для передавання мікрохвильового випромінювання і має вигляд металевої труби. В оптичному діапазоні електромагнітного спектру хвилеводами є оптоволокна. Прикладом звукового хвилеводу є стетоскоп.
Зазвичай поперечні розміри хвилеводу одного порядку з довжиною хвилі, яка в ньому розповсюджується. Електромагнітні хвилі, з довжиною, набагато більшою від поперечних розмірів хвилеводу, в ньому не розповсюджуватимуться. В акустичному хвилеводі з жорсткими стінками поширюється плоска хвиля з довільною довжиною. Якщо довжина хвилі набагато менша від розмірів хвилеводу, втрати в ньому збільшуються внаслідок розсіяння хвилі, при якому кут її падіння на стінки стає більшим від кута повного внутрішнього відбиття.
Зазвичай у хвилеводі існує одна або кілька нормальних мод, тобто конфігурацій поля хвилі.
Збудження хвилевідних мод відбувається двома шляхами: з торця хвилеводу та призмовим методом. Збудження з торця не підходить для збудження окремих мод, тому при лабораторних дослідженнях спектру хвилевідних мод в інтегрально-оптичних структурах користуються, як правило, методом призми з порушеним повним внутрішнім відбиттям.